# Franz Daniel Berg
Franz Daniel Berg (* 1599 in Hullersen; † 5. November 1658 in Clausthal) war ein deutscher lutherischer Theologe und Generalsuperintendent der Generaldiözese Grubenhagen und auf dem Harz.

## Leben
Franz Daniel Berg war ein Sohn des Pastors und späteren Generalsuperintendenten in Herzberg Sigismund Berg. Nach dem Studium der Theologie an der Universität Jena, an der er den Magistergrad erwarb, wurde er Rektor der Lateinschule in Osterode am Harz und 1630 Pastor diaconus an der St.-Aegidien-Kirche in Osterode. Hier erlebte er am 22. Oktober 1632 die Plünderung durch die kaiserlichen Truppen unter General Merode. Für seinen gemeinsam mit dem Rat der Stadt erhobenen Protest wurde er mit anderen Bürgern vorübergehend in der St.-Johannis-Kirche interniert. 1639 wurde er Pastor an der Schlosskirche St. Jacobi, ab 28. Juni 1643 in der Nachfolge seines Vaters auch Generalsuperintendent für das Fürstentum Grubenhagen und auf dem Harz. Im Herbst 1647 wurde er nach Clausthal berufen und am 14. November dort als Pastor eingeführt. Die Geschäfte der Generalsuperintendentur nahm er von dort aus weiter wahr.